# Vincenzo Mularoni
Vincenzo Mularoni – dwukrotny kapitan regent San Marino. Pierwszy raz pełnił tę funkcję od 1 października 1895 do 1 kwietnia 1896 z Federico Gozim, drugi raz od 1 kwietnia 1904 do 1 października tego samego roku wraz z Menetto Bonellim.